# Aloha from Hawaii
Aloha from Hawaii är en konsert med Elvis Presley som ägde rum på Honolulu International Center Arena (numera Neal S. Blaisdell Center Arena) i Hawaii den 14 januari 1973. Den sändes live via satellit till en tv-publik i Asien och Oceanien och i eftersändning till delar av Europa, Amerika och Asien. I Sverige sändes konserten den 20 januari 1973 på SVT2. I USA sändes konserten först den 4 april för att undvika kollision med Super Bowl VII och Elvis on Tour. Idén till den satellitsända konserten kom från Elvis manager, överste Tom Parker, som inspirerades av Richard Nixons satellitsända besök i Kina. Publikintäkterna från generalrepetitionen och själva konserten, som producerades av Marty Pasetta, gick till den hawaiianske låtskrivaren Kui Lees cancerfond och samlade in över 75 000 amerikanska dollar. 
Konserten fick positiva recensioner och blev NBC:s högst rankade program 1973. Inför showen tillkännagavs att den skulle komma att ses av över en miljard människor inom den närmaste tiden efteråt, och det sägs också att det ska vara det mest sedda underhållningsprogrammet av en enskild artist i tv-historien. Denna siffra är sannolikt en överdrift, inte minst eftersom den överstiger det faktiska antalet människor som vid tiden bodde i de länder där showen sändes. Aloha from Hawaii var dock den första satellitsända konserten med en enda artist. Den tillhörande dubbel-LP:n från konserten, Aloha from Hawaii: Via Satellite, nådde förstaplatsen på Billboards albumlista och blev det första albumet att släppas globalt i anslutning till ett liveframträdande. Det var också det första albumet inspelat i fyrkanalsstereo att toppa listorna i USA, och blev Elvis sista listetta under hans livstid.
Aloha from Hawaii var nyskapande och originell, och framstår för många som den sista stora triumfen i Elvis Presleys karriär.

## Förberedelser inför konserten

### Presskonferensen på Las Vegas Hilton

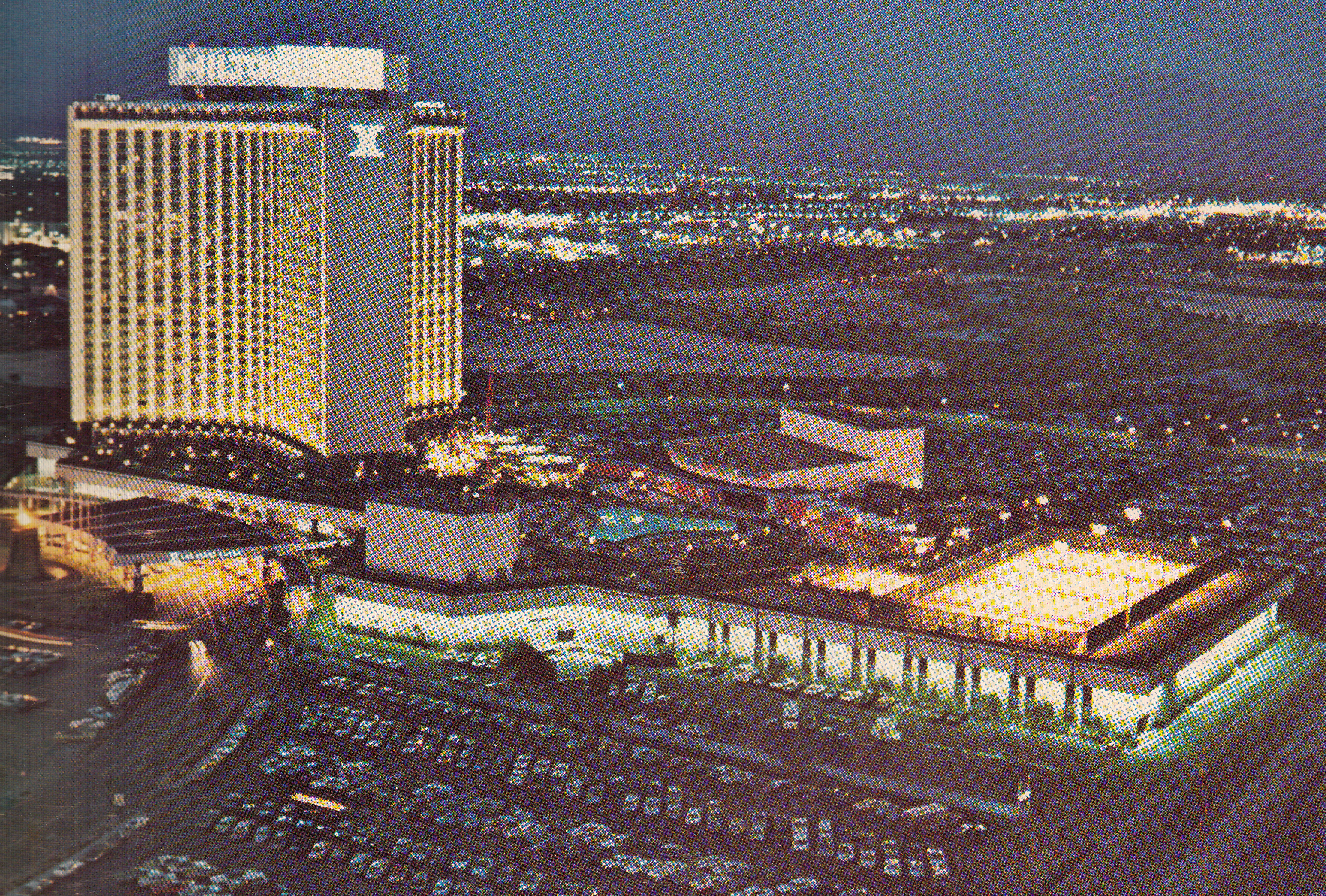
Las Vegas Hilton, tidigt 1970-tal.

Den 5 september 1972, efter att Elvis Presley hade avslutat sitt andra månadslånga åtagande på Las Vegas Hilton det året, anordnade Elvis manager Tom Parker en presskonferens där man officiellt meddelade att Elvis skulle uppträda i Hawaii och att showen skulle sändas via satellit. Datum var satt till den 14 januari 1973. Konserten skulle heta Aloha from Hawaii och utsändningen beräknades nå fler än en miljard tv-tittare världen över.
Strax före presskonferensen hade RCA i samarbete med Parker släppt ett pressmeddelande i vilket det stod att detta var första gången som en fullfjädrad underhållningsspecial skulle sändas över hela världen via satellit. Den skulle sändas i realtid i Australien, Japan, Korea, Nya Zeeland, Filippinerna, Thailand och Sydvietnam. RCA skrev att de räknade med att "över en miljard människor", den största publiken någonsin för ett tv-program, skulle komma att se showen antingen direkt den 14 januari eller under kommande kvällar på bästa sändningstid, med början den 15 september i 28 europeiska länder och vid ett senare tillfälle i USA. Samtidigt var det också "första gången i skivbranschens historia" som ett musikalbum skulle släppas samtidigt med showen över hela världen. Inför presskonferensen hade enligt Parkers anvisningar en anslagstavla satts upp med 33 Elvis-sommarfestivalshattar prydda med namnen på de länder där man hoppades att showen skulle sändas.

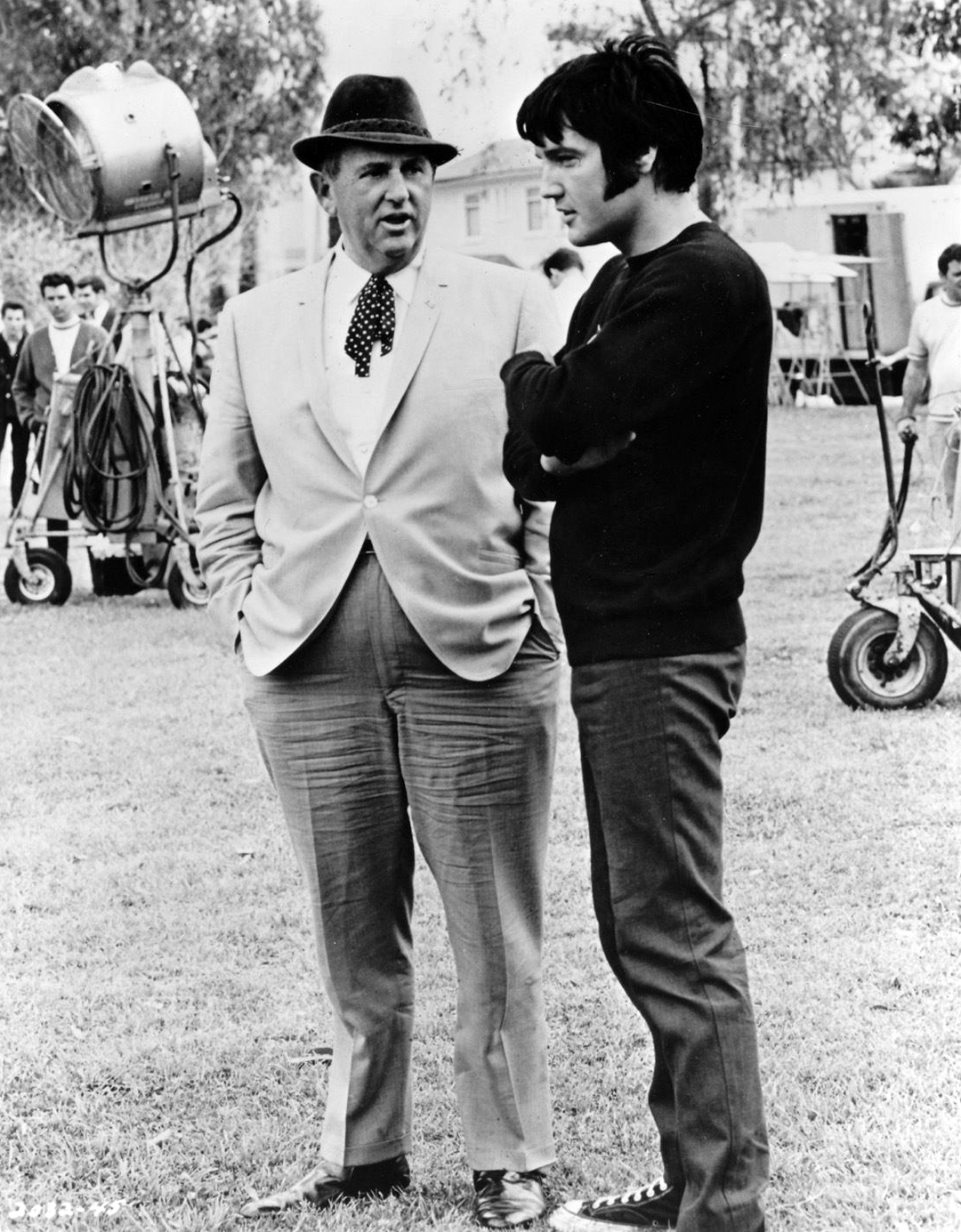
Elvis Presley och Tom Parker vid filminspelningen av Change of Habit 1969.

Vid tiden för offentliggörandet låg Elvis singel "Burning Love" på plats 2 på den amerikanska Billboardlistan. Den blev Elvis första miljonsäljande singel sedan 1970, medan livealbumet Elvis as Recorded at Madison Square Garden hade certifierats guld i början av augusti och fortfarande klättrade på Billboard 200-listan.

### Upprinnelsen
Elvis Presleys manager, överste Tom Parker, hade ursprungligen fått idén till en satellitsändning av en Elviskonsert när han hörde talas om satellitutsändningen av Richard Nixons besök i Kina i februari 1972. Parkers första tanke var att låta Elvis göra en livekonsert som skulle visas på biografer, och han kontaktade därför två unga konsertpromotorer kända för att vara innovativa. Men när han inte kunde säkra tillräckligt bra villkor vände han sig i stället till NBC och RCA för att förhandla fram ett avtal om en satellitshow som skulle sändas på tv över hela världen.
Frånsett fem uppträdanden 1957 i Toronto, Ottawa och Vancouver i Kanada kom Elvis aldrig att turnera utomlands, trots att detta var något som han verkligen ville. Orsaken kan ha varit det faktum att Parker var statslös och saknade amerikanskt medborgarskap, och därför inte ansåg sig kunna resa utomlands, då han riskerade att inte få återvända. Parker ansåg att satellitsändningen skulle vara ett utmärkt sätt för Elvis att genom bara en konsert kunna nå ut till hela världen och "turnera" i Europa och Asien utan att faktiskt turnera och utan att någonsin lämna USA. För Parker var det en perfekt lösning på problemet. Redan i juli 1972 hade Parker låtit meddela att Elvis skulle uppträda live via satellit. Han sade då att "[d]et är Elvis avsikt att tillfredsställa alla sina fans över hela världen", men att det är "omöjligt för oss att spela i varenda stad" i hela världen. En ytterligare sannolik anledning till att Parker ordnade satellitshowen var att han visste att Elvis var trött på Las Vegas-showerna.
Parker hade först övertygat Elvis om idén, därefter sålt in den till RCA och slutligen förmått Tom Sarnoff på NBC att också gå med på den. Tanken var att showen skulle äga rum den 18 november 1972 i Hawaii för att kunna passas in i slutet av den novemberturné som redan var inplanerad och som skulle avslutas i Hawaii. Men eftersom MGM avsåg att släppa dokumentärfilmen Elvis on Tour på biograferna vid samma tid gick Parker med på att skjuta på Aloha-konserten till januari 1973. De redan inplanerade novemberkonserterna i Honolulu behölls dock i schemat.

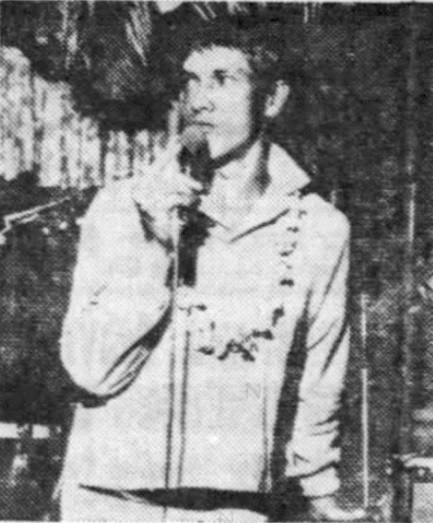
Den hawaiianske singer-songwritern Kuiokalani "Kui" Lee, som avled i cancer i december 1966.

RCA, i form av RCA Record Tours, skulle vara producent av showen. Därmed inledde de en ny uppgörelse med Elvis och Parker där de fick ensamrätt till att vara promotor för femtio Elvis Presley-konserter, med en garanti på 4 miljoner dollar plus en bonus på 250 000 dollar under de kommande femton månaderna. NBC skulle stå bakom själva produktionen. De avsatte sändningstid och bekostade också sändningen och satelliten. NBC skulle sammanlagt betala en miljon dollar, med fördelningen 100 000 dollar till RCA och 900 000 dollar till Elvis och Parker att dela på. Den totala kostnaden för produktionen av showen uppgick till 2,5 miljoner dollar, motsvarande ungefär 150 miljoner svenska kronor i 2023 års penningvärde.

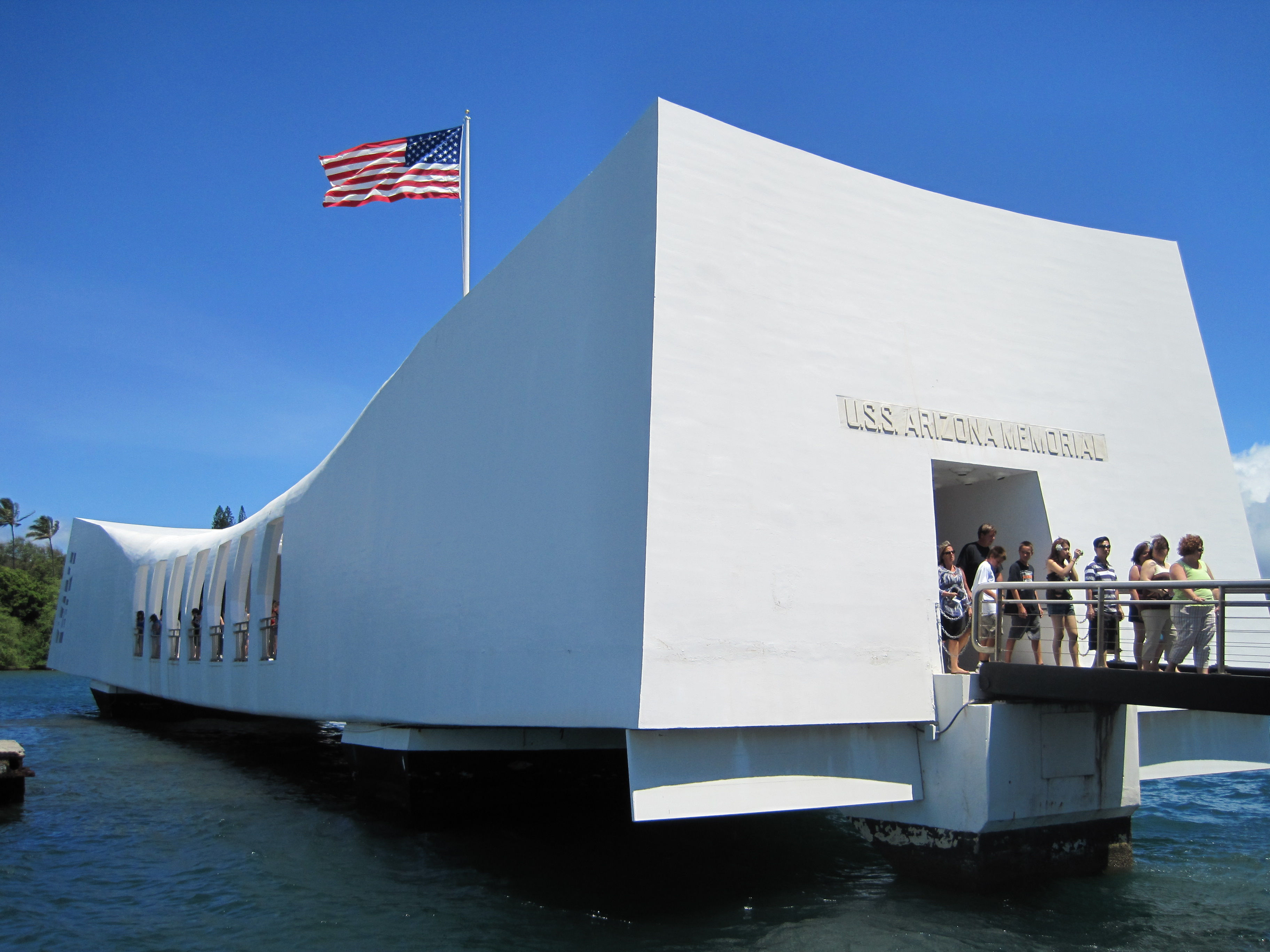
USS Arizona Memorial, till vars uppförande Elvis 1961 donerade 64 000 dollar.

### Donationen
Eftersom ingen avgift kunde tas ut för underhållning som sändes på offentliga tv-kanaler skulle publiken inte betala något i inträde till arenan, utan ombads att i stället frivilligt och efter förmåga donera pengar till ett välgörande ändamål. Drygt elva år tidigare, den 25 mars 1961, hade Elvis just i Hawaii gjort sitt sista liveframträdande på åtta år, och hela behållningen om 64 000 dollar hade då skänkts till uppförandet av minnesmärket över slagskeppet USS Arizona, som hade sänkts vid den japanska attacken mot Pearl Harbor i december 1941. Eddie Sherman, en kolumnist på dagstidningen Honolulu Advertiser, kontaktade Parker och föreslog att de donerade pengarna denna gång skulle gå till Kui Lees cancerfond. Kui Lee (1932–1966) var en hawaiiansk singer-songwriter som skrivit bland annat "I'll Remember You", som Elvis spelade in i juni 1966 och också kom att framföra på Aloha-konserten. Efter Elvis Presleys turnéavslutande spelningar i Hawaii sammankallade man den 20 november 1972 en ny presskonferens där man meddelade att pengarna skulle gå till Kui Lees cancerfond. Elvis lämnade det första bidraget till insamlingen med en check på 1 000 dollar. Parker sade att målet var att samla in 25 000 dollar men hoppades privat på minst det dubbla.

### American Eagle-dräkten

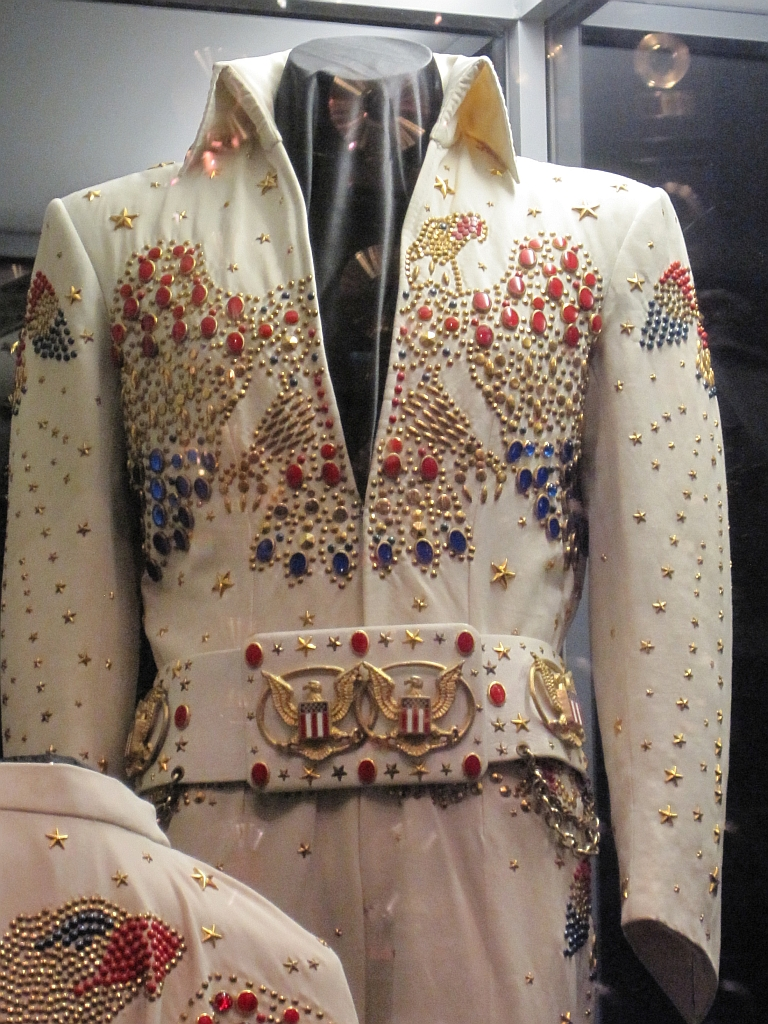
Den American Eagle-dräkt som Elvis Presley hade på sig på Aloha-konserten den 14 januari 1973, här utställd på Graceland. På generalrepetitionen den 12 januari bar han en likadan dräkt.

Inför showen kontaktade Elvis Bill Belew, som sedan 1968 i samband med Elvis '68 Comeback Special hade tillverkat hans scenkläder, med ett förslag på nya sådana för detta tillfälle. Elvis brukade nästan alltid överlåta åt Belew att själv utforma dräkterna, men denna gång ville Elvis ha något speciellt, något som återspeglade hans patriotism och som kunde signalera USA till världen. De kom därför överens om ett motiv med den amerikanska vithövdade havsörnen. Belew tillverkade två exemplar av en vit dräkt utsmyckad med en amerikansk örn schablonerad i guld och försedd med röda och blå ädelstenar. Dessutom gjorde han en cape som också pryddes med den amerikanska nationalfågeln, och ett vitt läderbälte med ett antal ovaler med amerikanska örnar på.

### Producenten Marty Pasetta

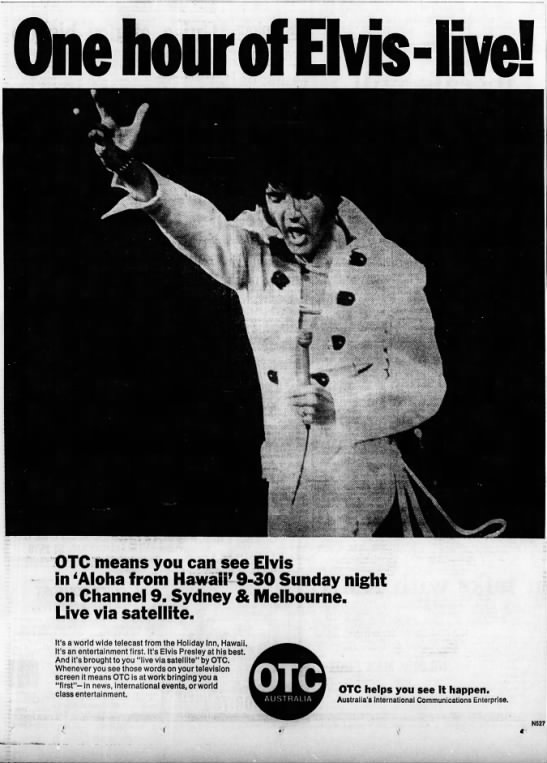
Elvis Presley – Reklam i Australien för Aloha From Hawaii.

Marty Pasetta, en fristående erfaren producent som var väl förtrogen med Hawaii, utsågs av NBC till att producera showen. För att bilda sig en egen uppfattning, såg Pasetta Elvis uppträda i Long Beach i Kalifornien den 15 november 1972, och han imponerades inte. Han hade förväntat sig en energisk person som rörde sig över hela scenen, men fann i stället en stillsam sådan utan någon större spontanitet, och en scen som var platt och tråkig. Som det såg ut fruktade han att det inte skulle bli speciellt intressant tv ifall han skulle producera en en-och-en-halv-timmes show utan någon annan medverkande. Pasetta var vid denna tid ovetande om Elvis allt större beroende av receptbelagda läkemedel.
Pasetta hade förstått att fastän Elvis hade gillat den första NBC-showen de hade gjort med honom, den som senare kom att kallas '68 Comeback Special, var han inte helt nöjd med de många producerade musiknumren däri, utan ville få fram den genuina känslan av en konsert. Pasetta sökte därför upp Parker och lade fram sina förslag på utformningen av scenen och sa att han ville bygga in lite spänning i showen. Förslagen förkastades av Parker, men han menade att om Pasetta ville ta upp det med Elvis var han fri att göra det. I månadsskiftet november–december 1972 träffade därför Pasetta Elvis i Las Vegas. Han berättade att han hade sett honom uppträda och inte funnit det särskilt upphetsande. Han hade en mängd idéer på hur han skulle kunna skapa en "enastående spännande tv-show". Han ville sänka scenen och bygga ett utstickande podium bland publiken så att Elvis kom närmare publiken. Bandet skulle befinna sig på en upphöjd platå. Elvis namn skulle lysa i bakgrunden med olika alfabet på "världens alla språk". Elvis uppskattade Pasettas rättframma sätt och uppriktighet och de diskuterade förslagen i fyra timmar. Elvis hade gått upp rätt mycket i vikt under hösten 1972, och Pasetta sade till honom att han var överviktig och behövde gå ner i vikt. Elvis tog till sig av kritiken och sa att han älskade förslagen.
Pasetta satte igång med att på fastlandet iordningställa scenen som de kommit överens om och han lät sedan skeppa den till Hawaii för att färdigställas på plats. Den blev så stor att den täckte 3 500 av de 8 800 publikplatserna i arenan.

### De sista förberedelserna
Under tiden åkte Elvis Presley hem till Memphis och Graceland och satte igång att hårdträna. Bekymrad över sin viktuppgång gick han på en snabbdiet med endast 500 kalorier per dag. Han drack proteindrycker och mineralvatten och tog vitamintabletter. Samtidigt avhöll han sig från sina läkemedel, sina tabletter. Med ytterligare bistånd av bantningspiller lyckades han på den dryga månad som återstod till Aloha-konserten gå ner drygt 10 kg. till en vikt på cirka 75 till 80 kg.
Elvis förberedde sig också genom att tillsammans med vännerna och musikaliska rådgivarna Charlie Hodge och Red West gå igenom sin repertoar och välja ut lämpliga låtar till konserten. Elvis letade efter sätt att introducera variation och tempo i showen. Han gav sin repertoar en ordentlig översyn, så att showen skulle erbjuda något mer än bara en dubblering av låtarna från den nyss utgivna och framgångsrika liveskivan Elvis as Recorded at Madison Square Garden inspelad i New York i juni 1972. Och i slutänden blev det bara sex låtar som förekom på båda konserterna.
Ingen Elvis Presley-show skulle vara fulländad utan låtar som "Hound Dog", "Suspicious Minds", "An American Trilogy" och avslutningslåten "Can't Help Falling in Love" från hans film Blue Hawaii. Ändå behövdes mer material och under sommarsäsongen i Las Vegas hade Elvis utökat repertoaren med ett antal låtar. Trots att Elvis inte var så förtjust i "Burning Love", förväntades han definitivt framföra sin aktuella hit, medan ett antal relativt nya favoritlåtar, som hans listetta från 1959, "A Big Hunk o' Love", och sådana som aldrig tidigare hade släppts av honom på skiva, som "Something", "You Gave Me a Mountain", "It's Over", "Steamroller Blues", "My Way" och "What Now My Love" också kunde inlemmas i föreställningen. Till slut fick det som var mest praktiskt råda. Det snabbaste och enklaste var att utöka repertoaren också med några enkla countrylåtar som var välkända för både musikerna och sångarna, vilket undanröjde behovet av att utarbeta nya komplicerade arrangemang. "Welcome to My World" av Jim Reeves och "I'm So Lonesome I Could Cry" av Hank Williams repeterades på plats i Honolulu och införlivades i showen. Parker kom med idén att låta Elvis anlända i helikopter, något som också kom att bli öppningsscenen på tv-showen.

## I Honolulu, Hawaii

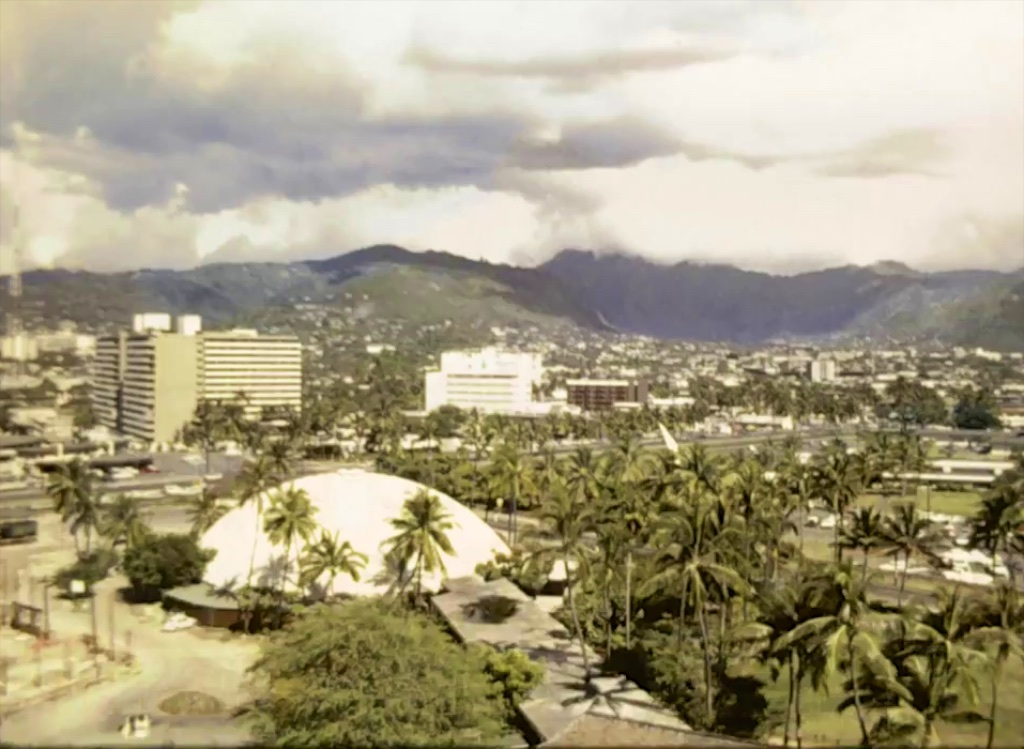
Hilton Hawaiian Dome med Hilton Hawaiian Village Hotel i bakgrunden.

### Ankomsten till Honolulu
Tisdagen den 9 januari, dagen efter sin 38:e födelsedag, anlände Elvis Presley till Hawaii och Honolulus flygplats på ön Oahu, varifrån han flög till Hilton Hawaiian Village Hotel med helikopter. Scenen där Elvis anländer i helikopter filmades och fler än tusen fans var närvarande. Elvis påbörjade samma dag i hemlighet repetitionerna på Hilton Hawaiian Dome, en geodetisk kupol framför hotellet, medan scenen ännu färdigställdes. Med sig hade han sitt band, det så kallade TCB-bandet, bestående av James Burton på leadgitarr, John Wilkinson på kompgitarr, Jerry Scheff på elbas, Ronnie Tutt på trummor och Glen Hardin på piano, dessutom Charlie Hodge på gitarr och sång, samt på bakgrundssång J. D. Sumner & the Stamps Quartet, The Sweet Inspirations och sopranen Kathy Westmoreland – vilka alla redan tidigare hade anlänt och påbörjat repetitionerna. RCA:s och Elvis skivproducent Felton Jarvis var också på plats, men var fortfarande svag efter den genomgångna njurtransplantationen i oktober som Elvis både hade ordnat och betalat för. Han var därför inte längre ansvarig för projektet med inspelningen och utgivandet av albumet, något som i stället sköttes av Joan Deary.
Det uppstod komplikationer nästan genast. Elvis gav bort sitt rubinsmyckade bälte, som var del av konsertutstyrseln, till skådespelaren Jack Lords hustru Marie. Dessutom upptäckte Elvis att den 1,5 meter långa cape som Belew tillverkat och som Elvis hade planerat att vara dold under fram tills att han visade sig på scenen, var för tung och otymplig, och han övergav därför dessa planer och ville ha en mindre cape tillverkad. Elvis "road manager" Joe Esposito fick i panik ringa till Bill Belew och be honom att göra nya och denne hade stora problem att hinna få tag på rubiner och få capen och bältet klara i tid. Den nya capen och det nya bältet flögs från Los Angeles till Honolulu på torsdag den 11:e av Belews assistent. Elvis var heller inte helt nöjd med de upphöjda platserna som musikerna skulle befinna sig på. Han ville ha bandet med sig, alla tillsammans, och Pasetta fick avlägsna dessa upphöjda delar av scenen. På onsdagen den 10:e var också orkestern, bestående av ett 30-tal musiker under ledning av Joe Guercio, på plats och repetitionerna fortsatte. Under tiden hade Pasetta hunnit bli klar med filmandet av de hawaiianska öarnas natursköna vyer som skulle inkluderas i den utökade amerikanska versionen. Honolulus borgmästare Frank Fasi utsåg den 13 januari, dagen för huvudkonserten, till Elvis Presley-dagen.

### Generalrepetitionen den 12 januari

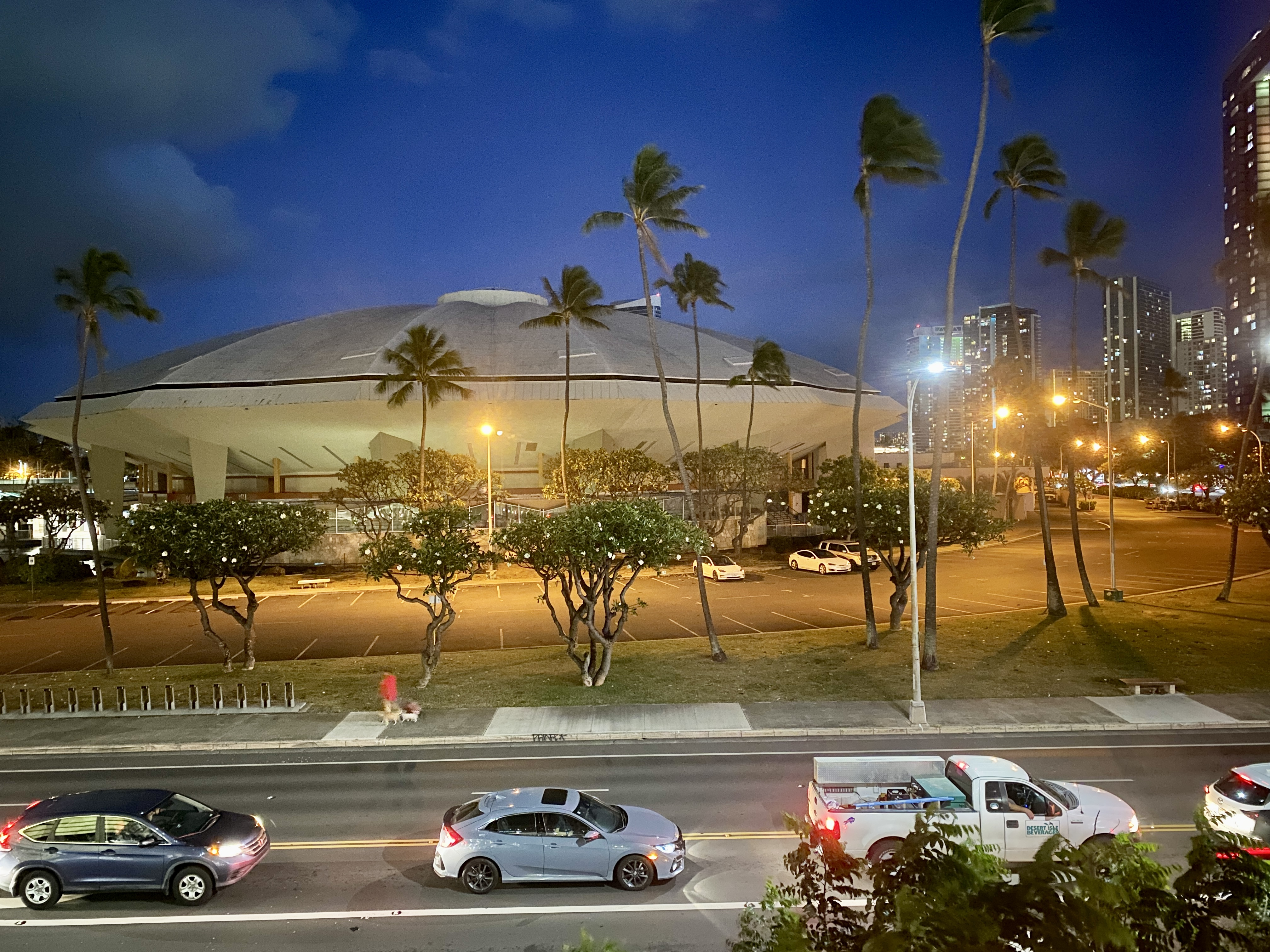
Neal S. Blaisdell Center Arena som hette Honolulu International Center Arena när Elvis uppträdde där på Aloha-konserten 1973.

På torsdag den 11 januari påbörjades repetitionerna på Honolulu International Center Arena (numera Neal S. Blaisdell Center Arena) med scenen iordningställd enligt de ritningar som ursprungligen hade förevisats Elvis (frånsett de upphöjda platserna). Där fanns en gigantisk spegelfilm som förstorade utrymmet på scenen, en svart gasväv baktill på scenen på vilken man projicerade siluetten av en man med en gitarr och namnet ELVIS skrivet med olika typsnitt och alfabet blinkande i olika färger av och på. Utlöparen från scenen gick en bra bit ut från densamma och möjliggjorde för Elvis att vandra ut bland publiken.
Repetitionerna fortsatte på arenan även nästa dag, fredagen den 12:e, fram tills att det inte var långt kvar till dess att de skulle genomföra generalrepetitionskonserten på kvällen – ett dygn innan den direktsända konserten skulle hållas. Som en säkerhetsåtgärd hade man beslutat att filma och spela in även denna för att säkerställa att material till ett album och att material till satellitsändningen skulle finnas tillgängligt i händelse av tekniska fel eller ifall något skulle gå fel vid satellitsändningen följande kväll. Av den anledningen var det tänkt att repertoaren skulle vara identisk på de båda föreställningarna.
Parker hade ordnat med en veritabel underhållningscirkus utanför med robotar, clowner och high-school-band, när publiken släpptes in klockan 19.00, och detta i så stor mängd att många satt och stod i gångarna när Elvis och bandet startade konserten klockan 20.30. Man hade dock tekniska problem. Pasetta och ljudteknikerna som skulle spela in albumet hade med sig så mycket utrustning att man överbelastade elsystemet, och två timmar innan konserten skulle starta upptäckte man ett ihållande brummande ljud i ljudanläggningen, som man fick åtgärda genom att i en hast låna tjocka blyplåtar från den amerikanska flottan och avskärma alla kablar.
När konserten väl startade, fungerade dock allt mer eller mindre problemfritt. Elvis föreföll avslappnad och ha total kontroll, och han följde exakt det uppgjorda spelschemat när han och bandet framförde 19 låtar. Enligt Honolulu Advertiser var publiken "som tokig i stort sett utan uppehåll under hela det fortlöpande låtframförandet."

### Showen den 14 januari
Följande kväll, fast efter midnatt klockan 00.30 hawaiiansk tid och därför tekniskt sett den 14 januari 1973, hölls den livesända konserten inför en ny publik. Denna gång var publikantalet begränsat.
Generalrepetitionen hade uppdagat ett annat problem, nämligen att konserten var tio minuter kortare än beräknat. Pasetta kontaktade Elvis inte långt innan han skulle inta scenen och delgav honom problemet. Elvis menade att det inte var något problem och han kallade på den scenansvarige Charlie Hodge och bad honom att lägga till "Johnny B. Goode", "I Can't Stop Loving You" och ett medley bestående av "Long Tall Sally" och "Whole Lotta Shakin' Goin' On" till låtlistan. Detta var låtar som Elvis och bandet var väl förtrogna med sedan tidigare och ofta framförde på konserterna.

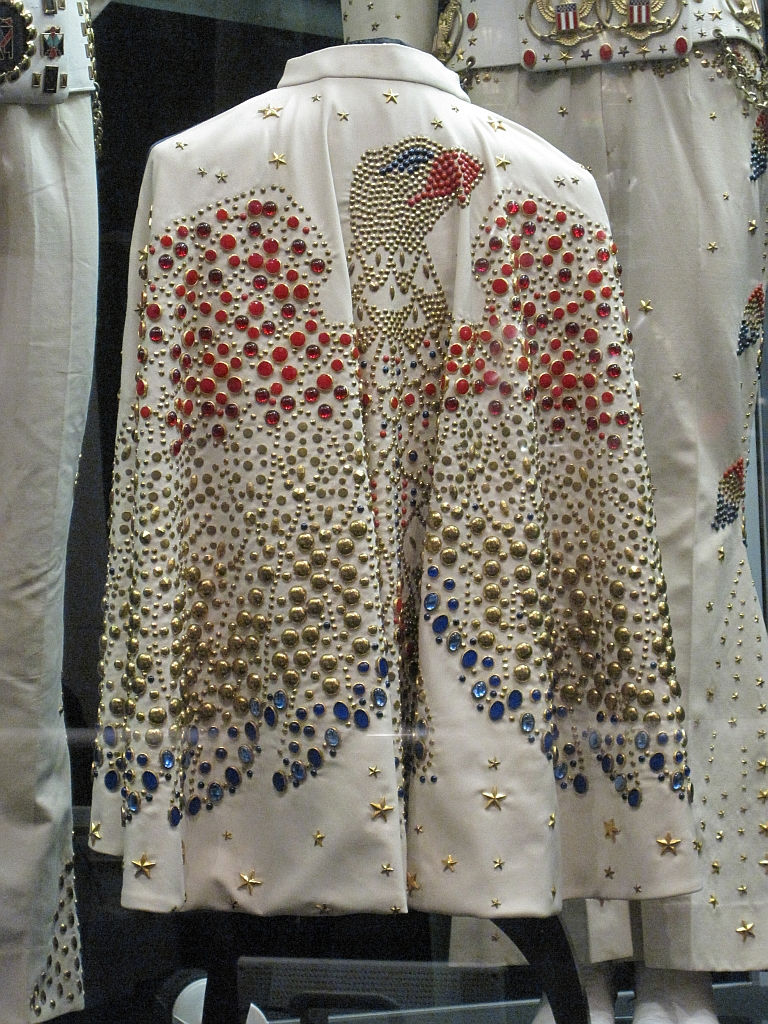
Den korta American Eagle-capen som Elvis slungade ut bland publiken i slutet av Aloha-konserten, här utställd på Graceland. Den fångades av Bruce Spinks, sportreporter på Honolulu Advertiser, och han sålde den till Elvissamlaren Andrew M. Kern som lät testamentera den till "the Estate of Elvis Presley".

Programmet Aloha from Hawaii inleddes med en bild på jorden och en satellit som med morsesignaler sände budskapet: "Elvis Presley Aloha from Hawaii via satellite", samtidigt som namnet Elvis också klipptes in, skrivet med olika alfabet. Därefter anlände Elvis i helikoptern till tonerna av "Paradise, Hawaiian Style", titellåten från Elvis film från 1966 med samma namn vilken utspelar sig i just Hawaii. Elvis välkomnades av en stor skara entusiastiska beundrare, medan bilder av det omgivande landskapet klipptes in. Han tog sig genom folksamlingen och fortsatte därifrån i bil medan fansen vinkade och namnet Elvis återigen klipptes in. Sedan övergick det till scener från konsertarenan (filmade kvällen före vid generalrepetitionen) där publiken anlände i en karnevalsliknande miljö med bland annat kvinnor utklädda till geishor. Richard Strauss "Also sprach Zarathustra" började därefter ljuda. Temamusiken från Stanley Kubricks episka 2001: A Space Odyssey hade använts som standardöppning på Elvis konserter alltsedan 1971 och skulle komma att användas ända fram till hans död. När stycket nådde sin höjdpunkt tog Ronnie Tutts trummor vid och Elvis kom in på scenen och öppnade med "See See Rider". Med undantag för turnén i juni 1972 och en handfull ytterligare shower, inledde han sina konserter med denna låt från och med januari 1972.
Konserten innehöll en mix av låtar från olika genrer. Där fanns rockiga låtar som "Hound Dog", "Blue Suede Shoes" och "Johnny B. Goode", mer finstämda som "I'm So Lonesome I Could Cry", "Something" och "I'll Remember You", och dramatiska och mäktiga som "An American Trilogy", "You Gave Me a Mountain", "My Way" och "What Now My Love". Han framförde sin listtvåa "Burning Love" och listetta "Suspicious Minds", samt "Steamroller Blues", som kom att släppas som singel i mars 1973 och nå en topp-tio-placering i USA. Nödvändigheten att i det fastlagda tidsschemat för det tv-sända programmet snabbt kunna gå vidare, gjorde att han fick dra ner på pratet mellan låtarna till ett minimum.
Mot slutet av konserten, efter att Elvis hade framfört "An American Trilogy", tog han av sig sitt nygjorda rubinsmyckade bälte och slängde ut det i publiken. Och efter slutlåten "Can't Help Falling in Love" från filmen Blue Hawaii – en sång som han sade att han ville sjunga speciellt för sin publik – tog han av sig sin tiotusen-dollar-cape och kastade ut också den i publikhavet – enligt recensionen följande dag i Los Angeles Times var det "kvällens höjdpunkt". Efteråt gick Elvis ned på knä med armarna uppsträckta. Han gick sedan runt på scenen och gjorde med tummen och lillfingret utsträckta det hawaiianska "shaka"-tecknet som en hälsning med vänlig avsikt, och fick av någon i publiken en kungakrona som han höll i handen när han lämnade scenen.

#### Låtlista från konserten den 14:e
| Vänster: J. D. Sumner (1924–1998), bassångare i den manliga bakgrundskören J. D. Sumner & the Stamps Quartet. Höger: "The Sweet Inspirations" 1967, som utgjorde den kvinnliga bakgrundskören på Aloha-konserten. Från vänster till höger räknat: Sylvia Shemwell, Cissy Houston, Myrna Smith och Estelle Brown. Vid tiden för Aloha-konserten 1973 hade Cissy Houston lämnat gruppen som då bestod av de övriga tre. |  | Vänster: J. D. Sumner (1924–1998), bassångare i den manliga bakgrundskören J. D. Sumner & the Stamps Quartet. Höger: "The Sweet Inspirations" 1967, som utgjorde den kvinnliga bakgrundskören på Aloha-konserten. Från vänster till höger räknat: Sylvia Shemwell, Cissy Houston, Myrna Smith och Estelle Brown. Vid tiden för Aloha-konserten 1973 hade Cissy Houston lämnat gruppen som då bestod av de övriga tre. |
| Vänster: J. D. Sumner (1924–1998), bassångare i den manliga bakgrundskören J. D. Sumner & the Stamps Quartet. Höger: "The Sweet Inspirations" 1967, som utgjorde den kvinnliga bakgrundskören på Aloha-konserten. Från vänster till höger räknat: Sylvia Shemwell, Cissy Houston, Myrna Smith och Estelle Brown. Vid tiden för Aloha-konserten 1973 hade Cissy Houston lämnat gruppen som då bestod av de övriga tre. |  | |

- Also sprach Zarathustra
- See See Rider
- Burning Love
- Something
- You Gave Me a Mountain
- Steamroller Blues
- My Way
- Love Me
- Johnny B. Goode
- It's Over
- Blue Suede Shoes
- I'm So Lonesome I Could Cry
- I Can't Stop Loving You
- Hound Dog
- What Now My Love
- Fever
- Welcome to My World
- Suspicious Minds
- Introductions by Elvis
- I'll Remember You
- Medley: Long Tall Sally/Whole Lotta Shakin' Goin' On
- An American Trilogy
- A Big Hunk o' Love
- Can't Help Falling in Love

Wayne Harada på Honolulu Advertiser skrev efteråt att "[d]et var en rafflande intensiv timme – fullpackad med musik och högljudda skrik" där "en superstjärna gör en superprestation inför världens ögon." För Elvis och bandet var det dock inte helt över. Efter att livesändningen hade avslutats och arenan hade tömts på folk, återstod att spela in ytterligare fem låtar för den utökade sändningen i USA. Elvis och bandet återkom och man framförde fyra låtar från filmen Blue Hawaii, då "Blue Hawaii", "Ku-U-I-Po", "No More" och "Hawaiian Wedding Song", och dessutom "Early Morning Rain", av vilka alla utom "No More" skulle komma att infogas i den utökade version av föreställningen som sändes i USA i april.
Kort efter att föreställningen var över på söndag morgon, skrev Parker i ett brev till Elvis att det inte finns någon anledning för dem att omfamna varandra eftersom de båda vid blotta anblicken kan se hur den andre känner sig. Han fortsatte: 
| ” | Jag vet att när jag gör min del, gör alltid du din på ditt eget sätt och med din känsla för hur man gör det bäst. Det är därför som du och jag inte lägger oss i varandras arbete, då vi alltid utför det på bästa möjliga sätt … Framför allt är det du som får allt att fungera genom att vara anföraren och den talangfulle. Utan ditt engagemang i detta, hade det inte kunnat göras. | „ |

Brevet var en indikation på den överenskommelse de hade mellan varandra, och den överenskommelsen var kvintessensen av deras partnerskap – det var Parker som drog in pengarna och Elvis som skapade musiken – och Elvis levererade. Den insamlade summan till Kui Lees cancerfond blev åtminstone tre gånger så stor som det ursprungliga målet på 25 000 dollar och uppgick till 75 000 eller 85 000 dollar.
Efter satellitshowen var Elvis helt utmattad. De färdigförpackade, torkade matportioner om endast femhundra kalorier om dagen som han hade levt på de senaste sex veckorna, samt anspänningen inför konserten med veckor av planering och repetitioner, hade tagit hårt på hans krafter. Men trots sin utmattning tog han det inte lugnare utan lämnade Hawaii den 15 januari (för att aldrig mer uppträda på ön) och flög till Los Angeles, varifrån han tog sig till Las Vegas för att den 18:e påbörja repetitionerna inför det kommande åttonde månadslånga åtagandet på Las Vegas Hilton med två shower varje kväll. Under 1973 kom han att ge totalt 168 konserter.

## Efter showen

### Livealbumet
För livealbumet, se Aloha from Hawaii: Via Satellite

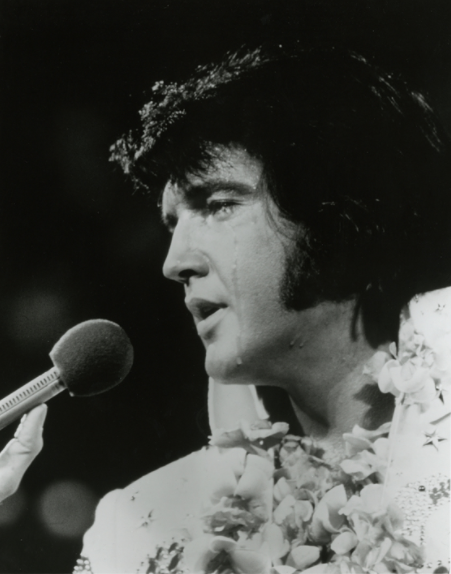
Elvis Presley, Aloha from Hawaii 1973.

I kombination med satellitsändningen skulle en dubbel-LP av showen ut i butikerna inom tre veckor samtidigt runt om i världen. RCA spelade in konserten och mixade den i fyrkanalsstereo. För Joan Deary handlade det om att få albumet färdigt i tid. Skivomslaget hade tryckts i förväg och listan på låtarna skulle i efterhand läggas till på skivetiketten och med ett klistermärke på skivomslaget.
Albumet Aloha from Hawaii: Via Satellite, som utkom den 4 februari 1973, blev en stor succé. Det nådde förstaplatsen på både pop- och countrylistorna. Albumet gick in på Billboardlistan i början av mars, stannade i trettiofem veckor och nådde första plats i slutet av månaden, enligt RCA den första fyrkanalsstereoskivan att toppa Billboardlistan. Inom två veckor efter att det släpptes hade det sålt i 500 000 exemplar och certifierades guld av RIAA, och år 2002 kom det att certifieras 5 x platina för en total försäljning av 5 miljoner exemplar, även om det förmodlig sålt betydligt mer. Det var Elvis första förstaplacering på albumlistan på mer än åtta år. Samtidigt kom det också att bli hans sista (och totalt nionde) under hans livstid.

### Sändningarna
Showen sändes live till Fjärran Östern och Australien. I Japan, där klockan vid sändningen var 19.30, sågs den av 98 procent av tv-tittarna och 37,8 procent av hela befolkningen i ett land med stark konkurrens mellan tv-kanalerna, vilket var de högsta tittarsiffrorna i landets historia. I USA sändes Aloha-konserten först den 4 april 1973, eftersom man ville undvika konkurrens med Super Bowl som spelades samma dag som konserten ägde rum, den 14 januari. Programmet blev NBC:s mest sedda det året, med 57 procent av tittarna.

### Omdömena
Ernst Jørgensen skriver att den enorma pressen inför livesändningen inte verkade ha stört Elvis särskilt mycket. Han visade under framförandet inga direkta tecken på nervositet, var mycket fokuserad och genomförde en felfri show som gnistrade av hans karismas utstrålning. Med den oöverträffade mediala uppmärksamheten och publikens storlek, samt ett album som kom att toppa listorna, var det kanske det mest slagkraftiga budskap som någonsin skapats kring en enda artists globala inflytande. Jørgensen menar att det ändå fanns något märkligt reserverat i Elvis framförande: "Att titta på 'Aloha från Hawaii' var nästan som att titta på Elvis Presley genom ett fönster av målat glas eller en dåligt fokuserad kikare. Gnistan i hans ögon, den självklara elegansen i hans rörelser och glädjen, allt som var så påtagligt 1970, verkade saknas."

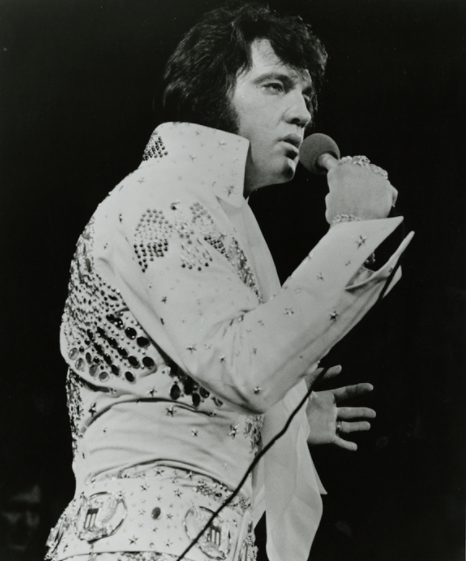
Elvis Presley – Aloha from Hawaii via Satellite, 1973.

Detta går att jämföra med den energiske och kraftfulle Elvis som bara ett halvår tidigare hade hållit fyra bejublade utsålda föreställningar i Madison Square Garden i New York och dubbats till en "furste från en annan planet". Shane Brown menar att även om Elvis sjunger mycket bra, saknar hans röst den riktiga styrkan, råheten och intensiteten från tidigare år och är litet tunnare och mer nasal än vanligt. Han anser att Elvis röst var bättre även senare vid hans liveframträdande i hemstaden Memphis den 20 mars 1974 och att han då dessutom var på ett synnerligen gott humör.
Showen fick ändå allmänt bra recensioner. New York Daily News skrev att "det hela var synnerligen imponerande", och Los Angeles Times menade att det var, "ett av dessa sällsynta tv-ögonblick" och att "[s]ärskilt fantastiskt var [Elvis] framförande av "An American Trilogy" och ... "I'll Remember You". Den huvudsakliga kritiken som riktades mot programmet i USA var att den 90-minutersversion som sändes där var för lång, innehöll för mycket av reseskildring och var för svulstig. Billboard refererade till showen som en "prålig föreställning". Variety menade att musiken som Elvis framförde var hypersentimental, men medgav att även icke-fans "kan ha imponerats, om än motvilligt, av det skamlöst otidsenliga effektsökeriet." Dock betraktades föreställningen generellt som en framgång.
På NBC började de ansvariga fundera över möjligheten att sända ytterligare tre Elvisshower, och Marty Pasetta bestämde att den första av dessa skulle äga rum i Tokyo, den andra i London och den tredje i Moskva. Dessa planer om shower utomlands kom dock aldrig till stånd.

### Antalet tittare
Enligt flera källor ska showen ha visats i 40 länder. Den totala världsbefolkningen var knappt fyra miljarder 1973 och den totala befolkningen i de 40 aktuella länderna uppgick vid tiden till omkring 1,3 miljarder. Påståendet att sändningen skulle ha setts av fler än en miljard människor är därför överdrivet. För att en sådan siffra ska vara riktig måste i stort sett alla i dessa länder ha sett showen. Men dessutom gick sändningen ursprungligen ut till betydligt färre länder.

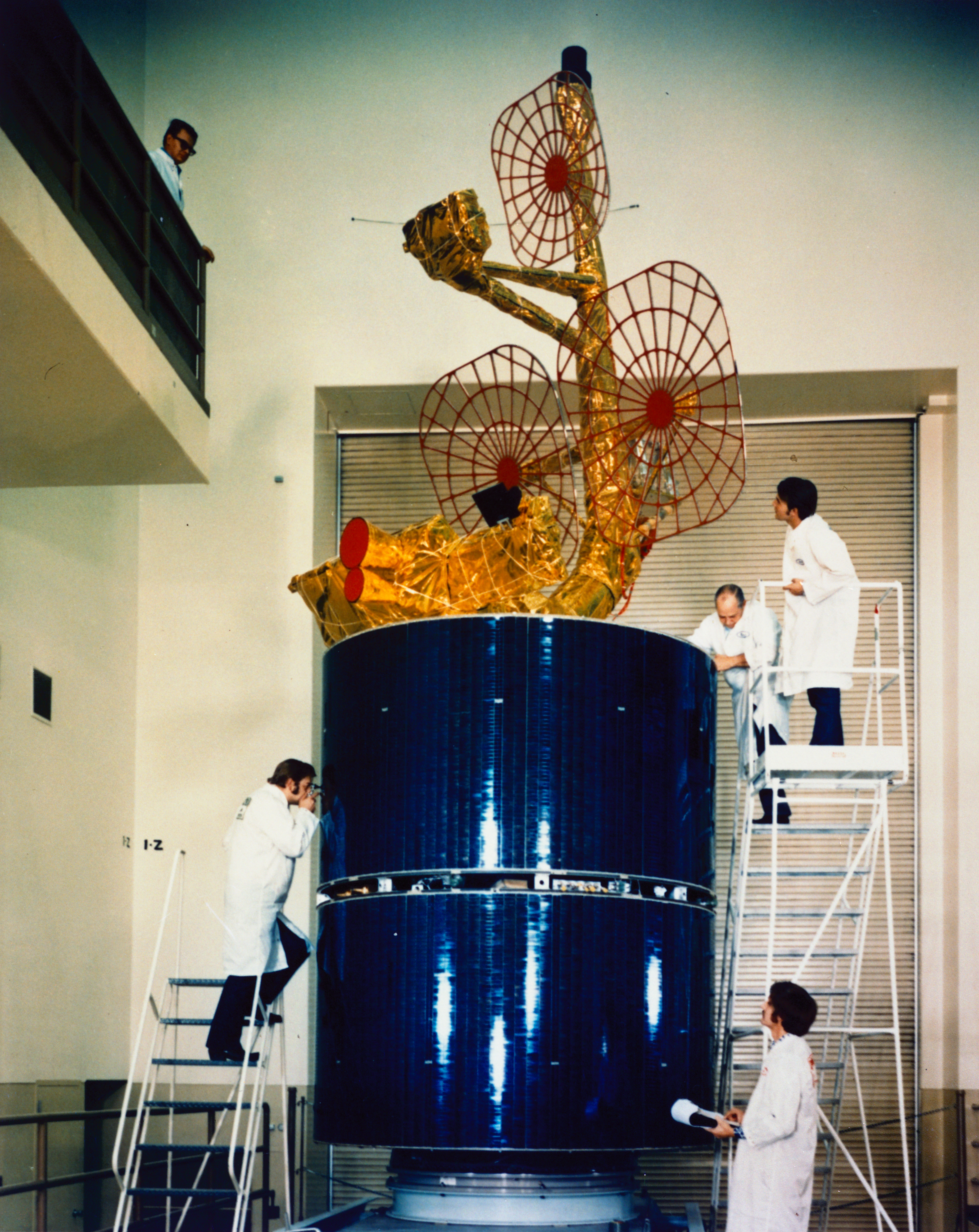
Intelsat IVA-satellit.

Sändningen gick via satelliten Intelsat IV F-4 och eftersom det skedde via endast en satellit täcktes bara en del av jordens länder, de belägna i Oceanien och delar av Asien. Det hade för övrigt inte varit meningsfullt att sända konserten direkt till alla jordens hörn, emedan de olika tidszonerna gjorde att sändningen skulle ha skett på natten, morgonen och dagen i andra länder och för den skull inte ha lockat tillräckligt stor publik. På presskonferensen i Las Vegas Hilton den 5 september 1972 hävdades att dagen efter konserten skulle programmet sändas till 28 länder i Europa genom Eurovision, men förhandlingarna misslyckades och dessa sändningar blev därför aldrig av. Av den anledningen kom konserten att eftersändas genom uppspelning via videoband i andra länder. I Europa sändes den i 10 länder, med Danmark och Sverige som de första på lördag den 20 januari 1973 – i Sverige på TV2, nuvarande SVT2, med start klockan 21.00 under namnet Elvis i Honolulu. Under de följande dagarna och veckorna kom den att visas utöver i Västeuropa också i Brasilien, Kanada och USA – i de två sistnämnda länderna den 4 april 1973.
Sammanlagt sändes showen till 21 länder, där 6 länder (inklusive Hong Kong) sände i realtid. Uppgifterna om antalet tittare var uppskattningar gjorda före sändningen, eller bara bra marknadsföring. I de 21 länder som deltog i tv-sändningen uppgick den totala befolkningen till drygt 830 miljoner människor. Michael Werner, som tillsammans med Bianca Weber har undersökt detta, menar att även om man skulle räkna med befolkningen i de länder där det fanns möjlighet att ta in tv-stationer från andra länder, som i exempelvis norra Italien och Östtyskland, kommer man inte i närheten av en miljard.
I en befolkning ingår dessutom små barn, sjuka och gamla, och många hade jobb att sköta. Alla var givetvis heller inte intresserade av att se konserten. Enligt de mätningar som gjordes såg 33,8 procent av befolkningen i USA (uppskattningsvis 70 miljoner), 37,8 procent av befolkningen i Japan (omkring 40 miljoner) och 12,8 procent av befolkningen i Tyskland (cirka 7,5 miljoner) programmet. Flera andra siffror som har uppgivits är högst tveksamma, som 91,8 procent på Filippinerna. I flera av länderna som sände var tillgången på tv-apparater begränsad och Sydvietnam låg i krig.
Michael Werner menar att det är rimligt att anta att cirka 20 procent av befolkningen i de länder där showen sändes också såg den och att det verkliga antalet tittare därför var mellan 150 och 200 miljoner. Även om andelen som såg programmet i de andra länderna skulle ha varit lika hög som i USA, det vill säga en tredjedel av befolkningen, blir antalet tittare inte fler än 280 miljoner. Aloha from Hawaii via Satellite har dock sänts på tv många gånger därefter och det också i många av de länder som inte ursprungligen sände konserten – som i Storbritannien där showen sändes först den 5 mars 1978, efter Elvis död. Till detta kan i vår tid läggas olika strömningstjänster, så det totala antalet som har sett showen skulle därför nu kunna uppgå till en miljard, menar Werner. Och även om de tidigare angivna tittarsiffrorna på senare tid har misskrediterats, borde det inte ta uppmärksamheten från det som trots allt var en historisk tv-händelse, där en enskild artist gav en konsert som åtminstone till viss del sändes live via satellit och som nådde åtminstone en del av världens alla länder – något som var en bedrift på den tiden – och som i sin unikhet och framgång har förblivit oöverträffad.

## Hemvideo, dvd och blu-ray
Elvis – Aloha From Hawaii, innehållande alla låtar som var med på utsändningen i USA den 4 april 1973, släpptes på video, VHS, 1984. År 2004 utkom Elvis: Aloha From Hawaii Deluxe Edition på dvd. Den bestod av två skivor i ny digitaliserad, "remastrad", tappning och innehöll Elvis ankomst till Honolulu, repetitionskonserten den 12 januari, satellitkonserten den 14 januari, alla tagningar av de fem låtar som spelades in efter konserten, och NBC:s förlängda tv-special som sändes i USA, innehållande fyra av de fem låtarna som spelades in efter konserten. I Sverige toppade utgåvan försäljningslistan vecka 27, 2004. År 2006 utkom också en specialutgåva på endast en dvd, innehållande satellitshowen och de fem bonuslåtarna. Och den 11 augusti 2023, 50 år efter att showen sändes 1973, utkom Elvis Presley: Aloha from Hawaii via Satellite (50th Anniversary Edition), med det filmade materialet på en blu-ray-skiva och med musiken på 3 cd:ar.